# Mišo Broz
Aleksandar „Mišo“ Broz (* April 1941 in Zagreb, Unabhängiger Staat Kroatien) ist ein ehemaliger kroatischer Diplomat. Er ist das einzige Kind des ehemaligen jugoslawischen Staatspräsidenten Josip Broz Tito (1892–1980) mit seiner zweiten Ehefrau Herta Haas (1914–2010). Von 2004 bis 2009 war er der Botschafter Kroatiens in Indonesien. Broz war zudem in Russland und Ägypten diplomatisch tätig.

## Leben
Broz’ Eltern trafen sich 1937, als Tito Generalsekretär der Kommunistischen Partei Jugoslawiens war. 1940 heiratete das Paar und lebte anschließend gemeinsam bis zur Invasion der Wehrmacht im April 1941 in Zagreb. Kurz vor Broz’ Geburt verließ Tito seine schwangere Ehefrau und floh vor den deutschen Soldaten nach Belgrad. Wenige Wochen nach Proklamation des Unabhängigen Staats Kroatien kam Broz in der Hauptstadt des neu geschaffenen Vasallenstaats zur Welt.
Nach der Befreiung Jugoslawiens lebte Mišo in Belgrad, in unmittelbarer Nähe seines Vaters Josip Broz Tito, des Premierministers von Jugoslawien. Mišo und später auch die Kinder seines älteren Bruders aus dessen erster Ehe – Josip Joška und Zlatica – wurden von seiner Cousine Marija, der Tochter von Titos ältestem Bruder Martin Broz, betreut. Er schloss die Grundschule und das Gymnasium in Belgrad ab und zog dann nach Zagreb, wo er sein Studium an der Universität Zagreb abschloss.
Nach seinem Universitätsabschluss arbeitete er in der Wirtschaft. Zunächst arbeitete er in der Werkzeugmaschinenfabrik „Prvomajska“, wo er Leiter der Exportabteilung und Direktor für Außenhandel war. Später arbeitete er für die Erdölgesellschaft INA, wo er Direktor des Import-Export-Sektors war, und für die Regierung der Sozialistischen Republik Kroatien, wo er dem Ausschuss für Außenbeziehungen angehörte. Von 1983 bis 1993 bekleidete er die höchsten Positionen in der INA.
Nach der Unabhängigkeit der Republik Kroatien im Jahr 1991 wechselte er auf Vorschlag des damaligen Präsidenten Franjo Tuđman ins Außenministerium, wo er zunächst Berater des Ministers und dann bevollmächtigter Minister an der kroatischen Botschaft in Russland und Ägypten war. Zuletzt war er von 2004 bis 2009 als Botschafter in Indonesien tätig.
Broz hält die Rechte an mehreren Marken, die seinen Vater betreffen.